# Tetrastichus atamiensis
Tetrastichus atamiensis är en stekelart som beskrevs av William Harris Ashmead 1904. Tetrastichus atamiensis ingår i släktet Tetrastichus och familjen finglanssteklar. Inga underarter finns listade i Catalogue of Life.